# Giulia Perugini
Giulia Lucia Perugini (Macerata, 4 novembre 1936) è un'altista italiana di categoria master.
Vanta nel suo palmarès un campionato mondiale master indoor e due campionati europei master, oltre a 54 titoli nazionali.

## Biografia
Inizia ad avvicinarsi all'atletica leggera fin dall'adolescenza, iscrivendosi alla S.E.F. Macerata nel 1952, dove scopre la disciplina del salto in alto a cui rimarrà sempre legata. Interrompe l'attività agonistica nel 1959 per poi riprendere come atleta master nel 1988. Da allora ha partecipato a 56 campionati italiani sia indoor che outdoor, conquistando 48 ori e 5 primati nazionali nelle varie categorie. Nel 2004 conquista l'oro ai Campionati mondiali master indoor di Sindelfingen nella categoria MW65, e nel 2012 e 2013 l'oro ai campionati europei indoor nella categoria MW75, ottenendo così l'appellativo di "Signora dell'Alto" tra gli affezionati. L'11 febbraio 2022 ai Campionati Italiani indoor ad Ancona eguagli il record mondiale indoor con la misura di 0,90 m.

## Palmarès
| Anno | Manifestazione             | Sede             | Categoria | Risultato | Prestazione |
| ---- | -------------------------- | ---------------- | --------- | --------- | ----------- |
| 2001 | Campionati Europei Master  | Bordeaux         | MW65      | Argento   | 1,14 m      |
| 2003 | Campionati Europei Master  | San Sebastián    | MW65      | Argento   | 1,14 m      |
| 2004 | Campionati Mondiali Master | Sindelfingen     | MW65      | Oro       | 1,09 m      |
| 2007 | Campionati Europei Master  | Helsinki         | MW70      | Argento   | 1,09 m      |
| 2008 | Campionati Europei Master  | Lubiana          | MW70      | Argento   | 1,08 m      |
| 2008 | Campionati Mondiali Master | Clermont-Ferrand | MW70      | Bronzo    | 1,09 m      |
| 2012 | Campionati Europei Master  | Zittau           | MW75      | Oro       | 1,01 m      |
| 2013 | Campionati Europei Master  | San Sebastián    | MW75      | Oro       | 0,94 m      |
| 2016 | Campionati Mondiali Master | Ancona           | MW80      | Bronzo    | 0,99 m      |